# Júlio Tavares
Júlio Tavares (Tarrafal de São Nicolau, 19 novembre 1988) è un calciatore capoverdiano, attaccante del Digione e della nazionale capoverdiana.

## Carriera

### Club
Dal 2012 al 2020 ha militato nel Digione, del quale è stato anche capitano. Successivamente passa in Arabia Saudita, all'Al-Faisaly, con cui colleziona 29 presenze e realizza 14 reti in campionato. Il 27 maggio 2021 realizza una tripletta in finale di coppa nazionale, risultando decisivo per la conquista della coppa.

### Nazionale
Con la nazionale capoverdiana ha preso parte alla Coppa d'Africa 2013, a quella del 2015 ed a quella del 2021.

## Statistiche

### Cronologia presenze e reti in nazionale
| Cronologia completa delle presenze e delle reti in nazionale ― Capo Verde | Cronologia completa delle presenze e delle reti in nazionale ― Capo Verde | Cronologia completa delle presenze e delle reti in nazionale ― Capo Verde | Cronologia completa delle presenze e delle reti in nazionale ― Capo Verde | Cronologia completa delle presenze e delle reti in nazionale ― Capo Verde | Cronologia completa delle presenze e delle reti in nazionale ― Capo Verde | Cronologia completa delle presenze e delle reti in nazionale ― Capo Verde | Cronologia completa delle presenze e delle reti in nazionale ― Capo Verde |
| Data                                                                      | Città                                                                     | In casa                                                                   | Risultato                                                                 | Ospiti                                                                    | Competizione                                                              | Reti                                                                      | Note                                                                      |
| ------------------------------------------------------------------------- | ------------------------------------------------------------------------- | ------------------------------------------------------------------------- | ------------------------------------------------------------------------- | ------------------------------------------------------------------------- | ------------------------------------------------------------------------- | ------------------------------------------------------------------------- | ------------------------------------------------------------------------- |
| 9-1-2022                                                                  | Yaoundé                                                                   | Etiopia                                                                   | 0 – 1                                                                     | Capo Verde                                                                | Coppa d'Africa 2021 - 1º turno                                            | 1                                                                         | 86’                                                                       |
| 13-1-2022                                                                 | Yaoundé                                                                   | Capo Verde                                                                | 0 – 1                                                                     | Burkina Faso                                                              | Coppa d'Africa 2021 - 1º turno                                            | -                                                                         |                                                                           |
| Totale                                                                    |                                                                           | Presenze                                                                  | 2                                                                         |                                                                           | Reti                                                                      | 1                                                                         |                                                                           |

## Palmarès

### Club

#### Competizioni nazionali
- Championnat de France amateur 2: 1

Bourg-en-Bresse: 2008-2009
- Coppa del Re dei Campioni: 1

Al-Faisaly: 2020-2021

### Individuale
- Capocannoniere della Coppa del Re dei Campioni: 1

2020-2021 (4 reti, alla pari con Léandre Tawamba)